# Esplanade Zagreb Hotel
45°48′19″ пн. ш. 15°58′33″ сх. д. / 45.80532° пн. ш. 15.97584° сх. д.
Esplanade Zagreb (укр. Еспланаде Загреб) — історичний готель класу люкс у Загребі (Хорватія).

## Історія
У 1917 році був оголошений міжнародний тендер, в якому взяли участь ряд видатних архітекторів, в тому числі знаменитий австрійський архітектор Адольф Лоос, який, однак, не переміг. Переможцем став Отто Рехніг з Німеччини. Його плани були змінені загребським архітектором Діонісом Сунком. Сьогодні більшість людей вважають, що Сунко був архітектором цієї будівлі.
Готель отримав назву esplanade, що перекладається як «поле», мабуть, тому що будівля побудована на величезній рівнині на захід від головної залізничної станції столиці.
Готель був центром соціального життя Загреба, особливо в 1920-х роках. Відомі співаки, у тому числі Іво Робич, виступали у цьому готелі.
Під час Другої світової війни Esplanade використовувався гестапо і Вермахтом.
У 1964 році готель був перейменований на Esplanade Intercontinental, ставши частиною мережі Inter-Continental Hotels.
1968 року номінований на звання найкращого готелю серед 62 інтерконтенентальних готелів Європи і Близького Сходу.
У 1990-х роках готель був приватизований, а 2002 року його придбала австрійська WSF-GRUPPE. Готель закрився 2002 року на велику реконструкцію і знову відкрився 18 травня 2004 року як The Regent Esplanade Zagreb.
У 2012 році названий найкращим готелем Хорватії в усіх трьох категоріях (найкращий готель, найкращий сервіс і найкращий розкішний готель) за версією TripAdvisor.